# 奇鹛属
奇鹛属（学名：Heterophasia），是噪鹛科的一属。
属下物种有：
- 栗背奇鹛
- 黑顶奇鹛
- 灰奇鹛
- 黑头奇鹛
- 丽色奇鹛
- 长尾奇鹛
- 黑耳奇鹛